# Attenhofen
Attenhofen település Németországban, azon belül Bajorországban. Lakosainak száma 1400 fő (2023. december 31.). Attenhofen Volkenschwand és Mainburg községekkel határos.

## Népesség
A település népessége az elmúlt években az alábbi módon változott:
| Lakosok száma | 386  | 553  | 669  | 1055 | 1335 | 1297 | 1350 | 1366 | 1392 | 1400 |
|               | 1875 | 1950 | 1975 | 1987 | 2012 | 2014 | 2016 | 2017 | 2021 | 2023 |